# Kup Hrvatske u kuglanju za muškarce 2014./15.
Hrvatski kup u kuglanju za muškarce u sezoni 2014./15. je osvojio "Zaprešić" 
 
Kup je igran na proljeće 2015. godine, a prethodili su mu kupovi po županijskim i regionalnim savezima. 

## Rezultati

### Osmina završnice
| datum | mjesto odigravanja | par                                       | rez.                  | napomena                                            |
| ----- | ------------------ | ----------------------------------------- | --------------------- | --------------------------------------------------- |
|       |                    | Zadar - Bjelovar                          | 0:8 b.b.              | Zadar predao susret                                 |
|       |                    | Splitska banka (Split) - Grmoščica Zagreb | 3:5                   |                                                     |
|       |                    | Crikvenica - Zaprešić                     | 2:6                   |                                                     |
|       |                    | Vrlika Split - Velebit Otočac             | 2:6                   |                                                     |
|       |                    | Marjan Split - Kandit Osijek              | 2:6                   |                                                     |
|       |                    | Istra Poreč - Zanatlija (Sisak)           | 5:3                   |                                                     |
|       |                    | Šećerana Viro Virovitica - Novska         | 4:4 (14,5:9.5 setovi) | Šećerana Viro prošla temeljem više osvojenih setova |
|       |                    | Osijek - Medveščak 1958 Zagreb            | 8:0 b.b.              | Medveščak 1958 odustao od natjecanja                |

### Četvrtzavršnica
| datum | mjesto odigravanja | par                               | rez.     | napomena                         |
| ----- | ------------------ | --------------------------------- | -------- | -------------------------------- |
|       |                    | Bjelovar - Grmoščica Zagreb       | 8:0 b.b. | Grmoščica nije došla na utakmicu |
|       |                    | Velebit Otočac - Zaprešić         | 2:6      |                                  |
|       |                    | Istra Poreč - Kandit Osijek       | 6:2      |                                  |
|       |                    | Šećerana Viro Virovitica - Osijek | 1:7      |                                  |

### Završni turnir
Igrano 6. i 7. lipnja 2015. u Osijeku u kuglani "Pampas".
| klub1         | rez.          | klub2         | napomene      |
| poluzavršnica | poluzavršnica | poluzavršnica | poluzavršnica |
| ------------- | ------------- | ------------- | ------------- |
| Bjelovar      | 0:8           | Zaprešić      |               |
| Istra Poreč   | 0:8           | Osijek        |               |
|               |               |               |               |
| završnica     |               |               |               |
| Zaprešić      | 6:2           | Osijek        |               |

## Unutrašnje poveznice
- Kup Hrvatske u kuglanju za muškarce
- Hrvatska kuglačka liga za muškarce 2014./15.

## Vanjske poveznice
- kuglanje.hr, Hrvatski kuglački savez
- kuglacki-savez-os.hr, Kuglački savez Osječko-baranjske županije